# Parantica aspasia
Parantica aspasia is een vlinder uit de familie Nymphalidae, onderfamilie Danainae.
De wetenschappelijke naam van de soort is voor het eerst geldig gepubliceerd in 1787 door Johan Christian Fabricius.